# MDR Zeitreise
MDR Zeitreise, von 2007 bis 2011 BARBAROSSA – Das Geschichtsmagazin des MDR, von 2011 bis 2015 Geschichte Mitteldeutschlands – Das Magazin, war eine Fernsehsendung, die vom Mitteldeutschen Rundfunk (MDR) produziert und im MDR Fernsehen gesendet wird. Auf das monothematische Geschichtsmagazin folgten meist thematisch passende Dokus und Dokumentarfilme der Reihe MDR DOK. Mit dem Slogan „Mein Leben – meine Geschichte“ legte die Sendung den Schwerpunkt auf zeitgeschichtliche Themen, die über persönliche Erlebnisse erzählte. Das Geschichtsangebot des MDR umfasst außerdem ein Internetportal sowie Angebote in der Mediathek und auf dem Youtube-Kanal MDR DOK sowie die inzwischen beendete Doku-Reihe Geschichte Mitteldeutschlands.

## Hintergrund

### Moderation
Das Geschichtsmagazin wurde ab der Erstausstrahlung (16. Januar 2007) von Schauspieler und Grimme-Preisträger Gunter Schoß moderiert. Gunter Schoß, der seit 1999 die MDR-Dokumentationsreihe Geschichte Mitteldeutschlands präsentierte, war dadurch eng mit dem Thema Geschichte beim Mitteldeutschen Rundfunk verbunden. Ab 2008 wurden die Moderationen zur Sendung in den Räumlichkeiten der Leipziger Niederlassung des Hauses der Geschichte, dem Zeitgeschichtlichen Forum Leipzig, aufgezeichnet.
Das Geschichtsmagazin wurde seit dem 15. September 2015 bis Ende 2018 von dem Journalisten, Historiker und YouTuber Mirko Drotschmann moderiert. Mirko Drotschmann beschäftigt sich als Autor für verschiedene ARD-Anstalten und das ZDF regelmäßig mit historischen Themen. Auf YouTube („MDR. Wissen2go“) vermittelt er seit 2012 verschiedene Wissensthemen, vorrangig Geschichtsinhalte, an ein breites Publikum. Vor allem Jugendliche und Studenten nutzen seine Videos zur Unterrichtsvorbereitung bzw. für einen schnellen ersten thematischen Überblick.
Nach Drotschmanns Wechsel zur ZDF-Sendung Terra X führte ab dem 24. März 2019 Janett Eger durch die Sendung. Bei der Zeitreise wechselten mit der Moderation auch Kulisse und Dramaturgie: Janett Eger begrüßte die Zuschauer aus einem virtuellen Studio in der Leipziger MDR-Zentrale zu einem monothematischen Magazin. Anders als ihre Vorgänger ist sie auch außerhalb des Studios unterwegs, besucht historisch interessante Orte, trifft Interviewpartner oder befragt Menschen auf der Straße zu den Themen ihrer Sendung.

### Redaktion
Die redaktionelle Verantwortung für das multimediale Angebot liegt bei der MDR-Redaktion Geschichte und Dokumentationen. Die Redaktion ist darüber hinaus für historische Dokumentationen, international koproduzierte Dokumentarfilme, Themenabende des MDR, der ARD und arte sowie für themenbezogene Online-Angebote des Senders verantwortlich.

### Themen
Die halbstündige Sendung besteht in der Regel aus vier etwa sechsminütigen Beiträgen. Diese werden vor allem durch Archiv- und Privataufnahmen sowie durch Interviews mit Zeitzeugen und Wissenschaftlern gestaltet. Letztere stammen mehrheitlich aus der Geschichts- und Kulturwissenschaft bzw. aus den Disziplinen Sozial-, Kultur-, Religions- und Kunstgeschichte sowie Wirtschafts- und Technikgeschichte. Dabei werden häufig auch Persönlichkeiten des öffentlichen Lebens interviewt. Eine besondere Rolle kommt der Aufarbeitung der DDR-Geschichte und der Zeit nach der Friedlichen Revolution 1989 zu.
Bis 2019 war das Magazin dabei thematisch gemischt und nutzte wiederkehrende Rubriken, wie zum Beispiel die „Erinnerungsstücke“ oder den „Tapetenwechsel“, wo Personen des öffentlichen Lebens über ihre persönlichen Erfahrungen seit 1989 berichteten. Seit 2019 widmet sich jede Sendung einem Thema, das unter verschiedenen Aspekten beleuchtet wird. Zusätzlich werden zu ausgewählten Jahrestagen lange Sondersendungen unter dem Titel MDR Zeitreise Spezial gesendet, so zum Beispiel zum 70. Jahrestage der Bombardierung Dresdens sowie der Befreiung Buchenwalds, zum 200. Geburtstag von Otto von Bismarck oder zum 60. Jahrestag der Gründung der NVA (Nationalen Volksarmee).
MDR Zeitreise ist das einzige regelmäßige Geschichtsmagazin in der ARD, im Ersten sowie in den Dritten Programmen.
Für die 2019 ausgestrahlte Ausgabe „Eigenheim im Plan“, in der es um privaten Immobilienbesitz im Sozialismus sowie die Schwierigkeiten des Altbau-Erhalts während und nach der DDR-Ära ging, wurden Redaktion und Autor Nils Werner 2020 mit dem Journalistenpreis des Nationalkomitees für Denkmalschutz ausgezeichnet.

## Weitere Angebote
Die Homepage der MDR Zeitreise ist zum umfangreichen Archiv in Sachen DDR- und Transformationsgeschichte geworden. Sie umfasst neben ca. 5.000 Einzelartikeln Spezialseiten zu regional interessanten Themen wie dem Kriegsende in Mitteldeutschland, der Nachkriegszeit in Sachsen-Anhalt, Sachsen und Thüringen, der friedlichen Revolution 1989 und der Deutschen Einheit. Eingebunden sind außerdem Multimedia-Reportagen wie etwa „Der Hoheneck-Komplex“  das einstige DDR-Frauengefängnis Hoheneck.
Gemeinsam mit dem Verband der Geschichtslehrer Deutschlands bietet die Zeitreise das Schulprojekt „Eure Geschichte“ an, das als Online-Geschichtsbuch Themen der DDR- und Transformationsgeschichte für Schüler und Lehrer erschließt.
Von 2015 bis 2019 betrieb MDR Zeitreise den eigenen YouTube-Kanal MDR Zeitreise2go. Dort wurden fünf- bis zwölfminütige Geschichtsvideos veröffentlicht. Moderator Mirko Drotschmann erklärt darin verschiedene historische Fakten quer durch die Epochen und Fragestellungen, von „Die Stadt im Mittelalter“ bis zum „Wirtschaftssystem der DDR“. Angereichert wurden die Clips mit Originalmaterial oder Grafiken. Es gibt verschiedene Playlists wie „Promis der Geschichte“ (Kurzbiographien von Karl Marx bis Karl May), „Zeitreise ins DDR-Fernsehen“ oder „Stimmen zur Wiedervereinigung“. Mit dem Wechsel des Moderators zum ZDF-Angebot Terra X und der Konzentration auf seine eigenen Youtube-Kanäle „Wissen2go“ und „Wissen2go: Geschichte“ änderte der MDR den Kanalnamen in MDR DOK, als ein Angebot mit Schwerpunkt auf historischen Dokumentationen.
Die App MDR Zeitreise Regio für Smartphones und Tablets gab es von Juli 2014 bis 2019 für die Betriebssysteme Android und iOS. Anhand von 150 kurzen Archivfilmen und Hunderten historischer Fotos konnten der Nutzer in 12 Städten an knapp 300 Stationen auf redaktionell empfohlenen Routen entdecken, was sich in den Straßen Sachsens, Sachsen-Anhalts und Thüringens in den 1970er- und 1980er-Jahren abspielte.